# Severino Merli
Severino Merli (Poggio Renatico, 28 luglio 1891 – Veliki Hribach, 12 ottobre 1916) è stato un militare italiano, decorato di medaglia d'oro al valor militare a vivente nel corso della prima guerra mondiale.

## Biografia
Nacque a Poggio Renatico (provincia di Ferrara) il 28 luglio 1891, figlio di Francesco e Rosalia Boccafogli. Emigrato in Calabria al seguito della famiglia per motivi di lavoro, si stabilì a Montalto Uffugo, nell’agro cosentino. Chiamato a prestare servizio militare di leva, fu assegnato al 5º Reggimento del Corpo dei Bersaglieri dove si congedò nel 1911 con il grado di sergente. Il 21 aprile 1915, poco prima dell’entrata in guerra del Regno d'Italia, avvenuta poi il 24 maggio, fu richiamato in servizio attivo in forza al 36º Battaglione del 12º Reggimento bersaglieri. Si distinse subito nel corso delle operazioni belliche nella zona di Caporetto che gli valsero la promozione a sergente maggiore.
Trasferito al 7º Reggimento bersaglieri il 1 luglio, fu decorato con una medaglia di bronzo al valor militare per una azione compiuta sul Monte San Michele il 26 dello stesso mese, dove rimase ferito per aver condotto il reparto all'attacco in mancanza di ufficiali. Rientrato in servizio fu assegnato al 238º Reparto mitraglieri Fiat della I Brigata bersaglieri operante nel settore di Bosco Cappuccio. Durante il corso della ottava battaglia dell'Isonzo, il 12 ottobre 1916 si spinse alla testa dei suoi uomini in un'azione offensiva sul Veliki Hribach atta a favorire la conquista del Monte San Marco in zona di Gorizia.
Colpito da una granata che gli amputò entrambe le gambe chiese ai suoi uomini di non essere trasportato presso il più vicino posto di medicazione, per morire sul campo di battaglia tra i suoi soldati. Per onorarne la memoria, con Decreto Luogotenenziale del 19 aprile 1917 gli fu conferita la medaglia d'oro al valor militare alla memoria. Inoltre gli è stata intitolata una piazza di Montalto Uffugo.